# Air Calédonie

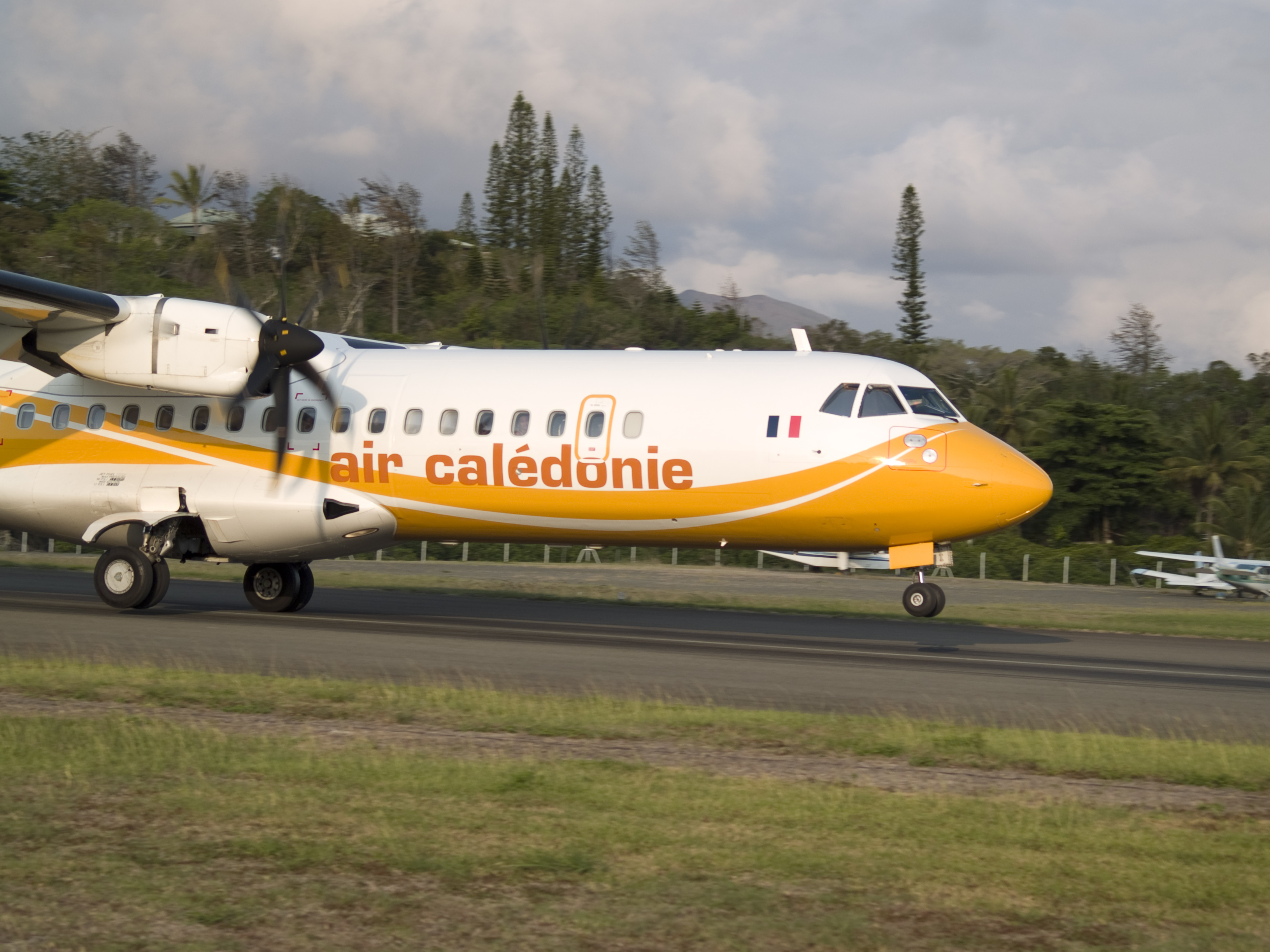
Літак авіакомпанії Air Calédonie в Аеропорту Нумеа Маджента, Нова Каледонія

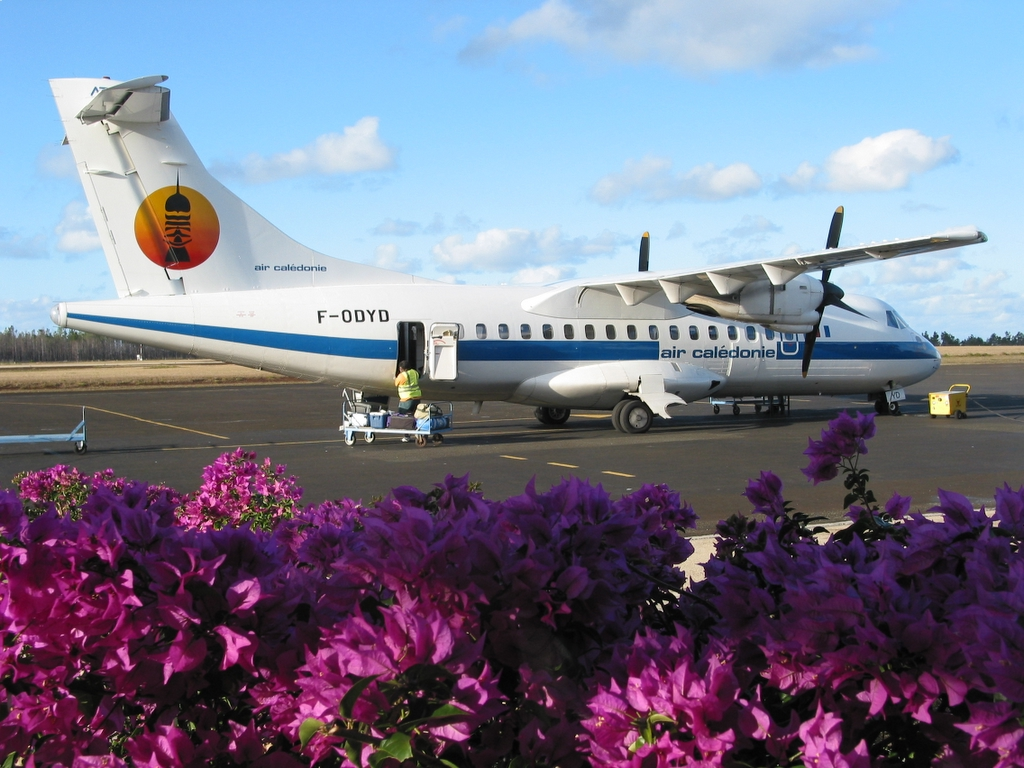
ATR 42-320 Air Calédonie в Аеропорту острова Пен

Société Calédonienne de Transports Aériens, що діє як Air Calédonie — державна авіакомпанія Нової Каледонії зі штаб-квартирою в місті Нумеа, що працює на внутрішніх авіаперевезеннях колонії.
Air Calédonie виконує регулярні пасажирські і вантажні рейси з десяти аеропортів Нової Каледонії. Головною базою авіакомпанії та її транзитним вузлом (хабом) є Аеропорт Нумеа Маджента.

## Історія
Авіакомпанія Transpac була утворена в 1954 році і почала операційну діяльність 25 вересня наступного року. У 1968 році компанія змінила свою офіційну назву на чинне в даний час Air Calédonie.
У 1969 році після великої угоди з придбання акцій та рефінансування боргів перевізника основна частина Air Calédonie перейшла в державну власність уряду Нової Каледонії. На початок 2010 року 50,28 % акцій належить уряду заморської території, 43,31 % — острівній уряду, 4,43 % — приватним інвесторам і 2,09 % — французького національного авіаперевізника Air France.
У березні 2007 року штат компанії складався з 225 співробітників.

## Маршрутна мережа
У березні 2005 року авіакомпанія Air Calédonie виконувала регулярні пасажирські перевезення у такі пункти Нової Каледонії:
- острови Белеп
- острів Пен
- Кона
- Коумак
- Ліфоу
- Маре
- Нумеа
- Оувеа
- Тіга
- Ла-Тонтута
- Тоухо

## Флот
Станом на грудень 2009 року повітряний флот авіакомпанії Air Calédonie становили такі літаки:
- 1 ATR 42-500
- 3 ATR 72-500 (один літак в оренді в авіакомпанії Air Tahiti)